# Martinovăț
Martinovăț románul: Martinovăț, falu Romániában, a Bánságban, Krassó-Szörény megyében.

## Fekvése
Szikesfalu (Sicheviţa) mellett fekvő település.

## Története
Martinovăţ korábban Szikesfalu (Sicheviţa) része volt. 1956-ban lett külön településsé 58 lakossal.
1966-ban 49, 1977-ben 37, 1992-ben 22, 2002-ben pedig 24 román lakosa volt.